# Scott Putesky

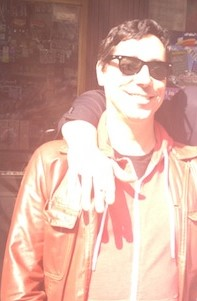
Scott Putesky, 2013

Scott Mitchell Putesky (* 28. April 1968 in Los Angeles, Kalifornien; † 22. Oktober 2017 in Boca Raton, Florida) war ein US-amerikanischer Gitarrist. Unter dem Künstlernamen Daisy Berkowitz war er Gründungsmitglied der Band Marilyn Manson & the Spooky Kids, später nur noch Marilyn Manson.

## Biographie
Scott Mitchell Putesky begann als Kind, sich teilweise autodidaktisch das Gitarre- und Keyboardspiel beizubringen. Vor der Gründung von Marilyn Manson & The Spooky Kids im Jahr 1989 spielte er bei den Flying Eggbeaters, Blue China, Ear Wacks, The Hodads und Kinetic Ritual.
Putesky gründete die Band Marilyn Manson & the Spooky Kids 1989 gemeinsam mit Brian Hugh Warner (Marilyn Manson) unter dem Pseudonym Daisy Berkowitz, das sich aus dem Namen der fiktiven weiblichen Figur Daisy Duke und dem Serienmörder David Berkowitz zusammensetzt. 1992 änderte die Band ihren Namen zu Marilyn Manson. Putesky war an der Produktion der ersten zwei Alben der Band beteiligt, verließ jedoch 1996 kurz vor der Veröffentlichung von Antichrist Superstar aufgrund von persönlichen und musikalischen Differenzen mit Warner und dem Produzenten Trent Reznor die Band. 1999 klagte er erfolgreich gegen Brian Warner die Songrechte an 21 Songs von Marilyn Manson & the Spooky Kids ein, 2003 verlor er eine von Warner angestrebte Klage auf Artwork und Videomaterial.
Nach der Trennung änderte er seinen Namen wieder in Scott Mitchell Putesky und startete ein Musikprojekt namens „Three Ton Gate“. Mitte April 1998 trat Putesky der Band Jack Off Jill bei, die früher als Vorband von Marilyn Manson spielte. Er verließ die Band jedoch und trat wieder mit der Band Three Ton Gate auf, mit der er 2003 das Album Lose Your Mind auf seinem eigenen Label veröffentlichte. Zudem arbeitete er mit The Linda Blairs, Godhead und Rednecks on Drugs zusammen und spielte seit 2010 bei der Electro-Punk-Band Kill Miss Pretty. Nach eigenen Angaben arbeitete er zudem an neuem Material für The Spooky Kids.
Im November 2013 wurde bekannt, dass Putesky an Darmkrebs erkrankt sei, an dessen Folgen er im Oktober 2017 im Alter von 49 Jahren starb.